# Luca Di Fulvio

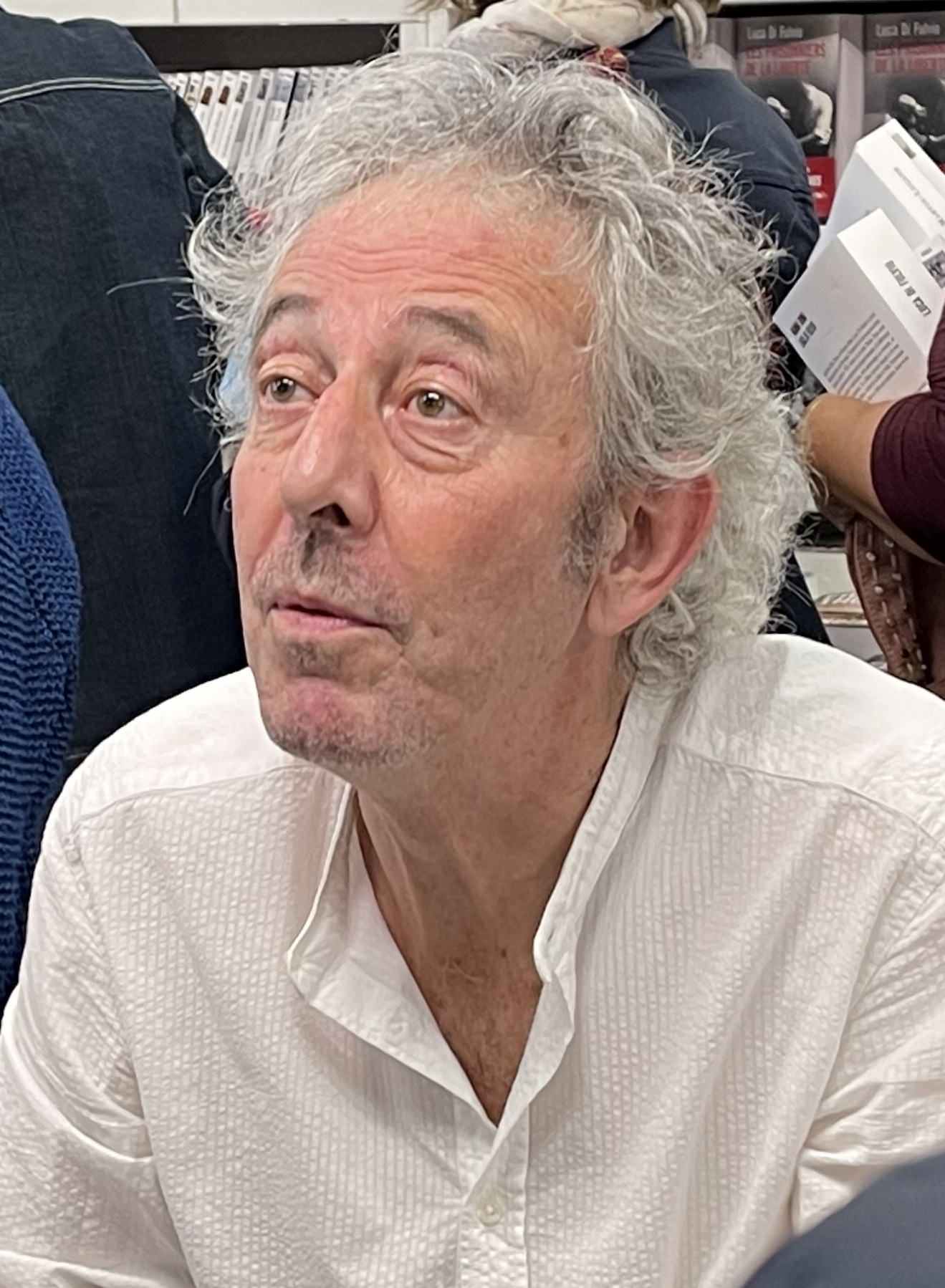
Luca Di Fulvio

Luca Di Fulvio (* 13. Mai 1957 in Rom; † 31. Mai 2023) war ein italienischer Schriftsteller.

## Leben
Di Fulvio studierte Dramaturgie an der Accademia d’Arte Drammatica Silvio D’Amico in Rom unter Andrea Camilleri. Anschließend war er ein halbes Jahr lang Mitglied von The Living Theatre, wo er in London gemeinsam mit Paola Borboni, Sergio Graziani, Mario Maranzana, Andrzej Wajda und Julian Beck arbeiten konnte.
Seit 1996 war Di Fulvio auch als Schriftsteller tätig. Einige seiner Romane erschienen auch auf Deutsch. 2008 veröffentlichte er den Roman La gang dei sogni, welcher seit 2011 auch im Deutschen unter dem Titel Der Junge, der Träume schenkte erhältlich ist. In dem Roman thematisiert er nicht nur Gewalt gegen Frauen, sondern verarbeitet auch das Leben der Emigranten in New York City in den 1920er Jahren, wobei er sich laut eigener Aussage nah an Martin Scorseses Epos Gangs of New York orientierte.
Di Fulvio starb im Mai 2023 nach schwerer Krankheit im Alter von 66 Jahren.

## Werke

### Originalwerke
- 1996: Zelter
- 2000: L’impagliatore
- 2002: Dover beach
- 2002: I misteri dell’Altro Mare (unter dem Pseudonym Duke J. Blanco)
- 2006: La scala di Dioniso
- 2008: La gang dei sogni
- 2011: Il grande scomunicato
- 2011: Kosher mafia
- 2013: La ragazza che toccava il cielo
- 2015: Il bambino che trovò il sole di notte
- 2019: La figlia della libertà
- 2020: La ballata della Città Eterna

### Übersetzung auf Deutsch
- 2007: Die Rache des Dionysos (Originaltitel: La scala di Dioniso)
- 2009: Der Präparator (Originaltitel: L’impagliatore)
- 2010: Inkubus (Originaltitel: Dover beach)
- 2011: Der Junge, der Träume schenkte (Originaltitel: La gang dei sogni)
- 2012: Ein Cent für ein Leben (Originaltitel: Kosher Mafia)
- 2013: Das Mädchen, das den Himmel berührte (Originaltitel: La ragazza che toccava il cielo)
- 2015: Das Kind, das nachts die Sonne fand. Bastei Lübbe, Köln, ISBN 978-3-404-17180-4 (Originaltitel: Il bambino che trovò il sole di notte)
- 2018: Als das Leben unsere Träume fand. Bastei Lübbe, Köln, ISBN 978-3-404-17600-7 (Originaltitel: La figlia della libertà)
- 2020: Es war einmal in Italien. Lübbe, Köln, ISBN 978-3-404-18343-2 (Originaltitel: La ballata della Città Eterna)
- 2022: Das verborgene Paradies. Lübbe, Köln, ISBN 978-3-404-18775-1